# Afroseiulus robertsi
Afroseiulus robertsi är en spindeldjursart som först beskrevs av Baker 1990.  Afroseiulus robertsi ingår i släktet Afroseiulus och familjen Phytoseiidae. Inga underarter finns listade i Catalogue of Life.